# Ucayalazo
El movimiento Ucayalazo fue un evento a nivel regional en el 2007. Se buscó por parte de los habitantes evitar la comercialización de las tierras propuesta por la ley 27037 (Promoción de la Inversión en la Amazonía) junto decretos legislativos 997 y 978. Su nombre proviene del Pucallpazo en la cual generablizaba como región al departamento de Ucayali.
Esto afectó a varios departamentos como Madre de Dios, San Martín y Amazonas.  La propuesta inició como paro  el 25 de junio de 2007 por el Gobierno Regional de Ucayali y finalizado el 5 de julio del mismo año a modo de tregua por el Frente de Defensa.